# Scampolo
Scampolo – niemiecka marka samochodów wyścigowych.

## Historia

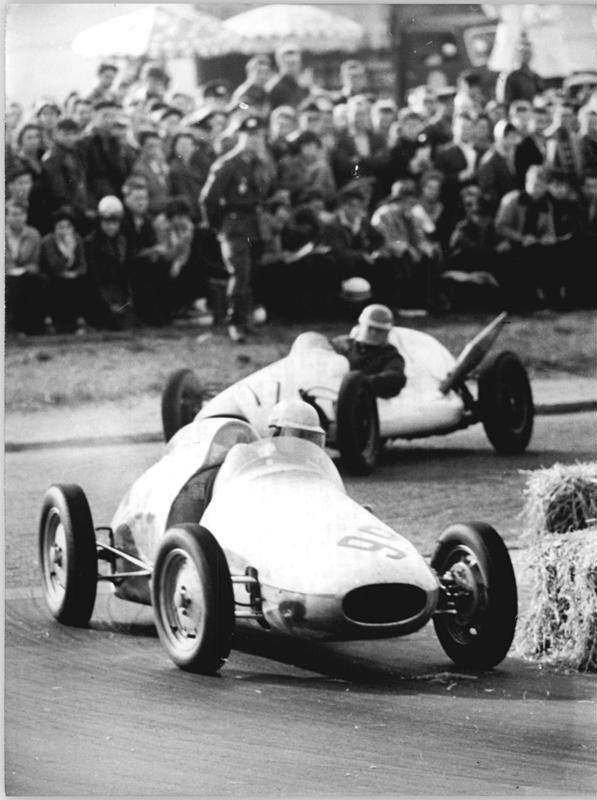
Willy Lehmann w Scampolo 502 (na pierwszym planie) podczas zawodów Wschodnioniemieckiej Formuły Junior (Bernau 1961)

Twórcami marki byli Walter Arnold i Walter Komossa, którzy pod koniec lat 40. budowali w Recklinghausen samochody sportowe napędzane silnikami DKW. Arnold i Komossa powzięli pomysł na nazwę prawdopodobnie od filmu Scampolo, ein Kind der Straße z 1932 roku, w którym wystąpiła Dolly Haas. Zbudowany przez nich Scampolo 500 był przeznaczony początkowo do niemieckich wyścigów samochodów typu kleinstrennwagen. Twórcy pojazdu skupili się na jego masie i prostocie. Samochód ten był napędzany przez chłodzony cieczą dwusuwowy silnik napędzający tylne koła. W umieszczeniu tej jednostki pomagali studenci biura technicznego w Recklinghausen. Z tyłu znajdowała się oś De Dion. Pojazd był w 1948 roku prowadzony przez Komossę i wygrał większość wyścigów, w których brał udział. W 1949 roku Komossa wygrał cztery wyścigi i zdobył tytuł mistrzowski. Drugim Scampolo ścigał się Hellmut Deutz, który był szósty w klasyfikacji.
W sezonie 1950 zainaugurowano Niemiecką Formułę 3 z silnikami do 500 cm³. Wówczas rywalizowali m.in. Toni Kreuzer w Cooperze T11 oraz Walter Schlüter i Helmut Polensky w Monopolettach. W mistrzostwach zadebiutowało prowadzone przez Komossę Scampolo 502 z silnikiem BMW sprzężonym ze skrzynią biegów Volkswagen. Kierowcami Scampolo byli Komossa, Deutz, Adolf Glunz, Willy Arnolds i Günther Schlüter. Deutz zajął czwarte miejsce na koniec sezonu, podczas gdy Komossa był siódmy, Glunz dziewiąty, Arnolds dziesiąty, a Schlüter – jedenasty. Schlüter zmarł podczas sierpniowego Grand Prix Niemiec. Rok później Komossa wygrał mistrzostwa Niemiec. W wyścigu Donauringrennen samochody Scampolo zajęły cztery pierwsze miejsca. Deutz w klasyfikacji końcowej był piąty. Jednakże rok później kierowca ten zdobył tytuł samochodem Scampolo wyposażonym w silnik Norton; Komossa zajął natomiast czwarte miejsce. W sezonie 1953 w Niemczech dominowały Coopery i Deutz zajął szóste miejsce na koniec sezonu. W 1953 roku wprowadzono nowe, dwumiejscowe Scampolo z silnikiem 750 cm³. Komossa i Arnold zajęli nim 23 miejsce w długodystansowym wyścigu 1000 km Nürburgringu.
W 1953 roku jeden z modeli Scampolo nabył Willy Lehmann, ścigający się we Wschodnioniemieckiej Formule 3. Lehmann, który wcześniej ścigał się Grünem, wyposażył Scampolo w silnik BMW. Lehmann triumfował w NRD w latach 1953–1957. Egzemplarz ten był używany jeszcze na początku lat 60. w Formule Junior, napędzany silnikiem Wartburg sprzężonym ze skrzynią biegów Porsche.

## Wyniki
| Legenda oznaczeń w tabelach wyników Wyświetl szablon na nowej stronie | Legenda oznaczeń w tabelach wyników Wyświetl szablon na nowej stronie                                                                     |
| Oznaczenie                                                            | Wyjaśnienie |
| --------------------------------------------------------------------- | --- |
| Złoty                                                                 | Zwycięzca lub mistrzostwo |
| Srebrny                                                               | 2. miejsce lub wicemistrzostwo |
| Brązowy                                                               | 3. miejsce lub II wicemistrzostwo |
| Zielony                                                               | Ukończył, punktował (w klasyfikacji generalnej, gdy zdobył co najmniej jeden punkt na przestrzeni sezonu, poza trzema powyższymi opcjami) |
| Niebieski                                                             | Ukończył, nie punktował (w klasyfikacji generalnej, gdy nie zdobył co najmniej jednego punktu na przestrzeni sezonu)                      |
| Czerwony                                                              | Nie zakwalifikował się (NZ) |
| Czerwony                                                              | Nie prekwalifikował się (NPK) |
| Różowy                                                                | Nie ukończył (NU) |
| Różowy                                                                | Niesklasyfikowany (NS) (w klasyfikacji generalnej, gdy nie został sklasyfikowany w żadnym wyścigu sezonu)                                 |
| Czarny                                                                | Zdyskwalifikowany (DK) |
| Czarny                                                                | Wykluczony (WYK/EX) |
| Biały                                                                 | Nie wystartował (NW) |
| Biały                                                                 | Kontuzjowany (K/INJ) |
| Biały                                                                 | Wyścig odwołany (OD/C) |
| Bez koloru                                                            | Został wycofany (WYC/WD) |
| Bez koloru                                                            | Nie przybył (NP/DNA) |
| Bez koloru                                                            | Nie brał udziału w treningach (NT/DNP) |
| Bez koloru                                                            | Nie został zgłoszony (–) |
| Pogrubienie                                                           | Start z pole position |
| Kursywa                                                               | Najszybsze okrążenie wyścigu |
| †                                                                     | Nie ukończył, ale jego rezultat został zaliczony ze względu na przejechanie więcej niż 90% dystansu wyścigu.                              |
| *                                                                     | Sezon w trakcie |
| 1/2/3                                                                 | Punktowana pozycja w sprincie kwalifikacyjnym                                                                                             |
| Lista systemów punktacji Formuły 1                                    | |

### Niemiecka Formuła 3
| Sezon | Zespół           | Silnik | Kierowcy         | Wyniki w poszczególnych eliminacjach | Wyniki w poszczególnych eliminacjach | Wyniki w poszczególnych eliminacjach | Wyniki w poszczególnych eliminacjach | Wyniki w poszczególnych eliminacjach | Wyniki kierowców | Wyniki kierowców |
| 1950  |                  |        |                  |                                      |                                      |                                      |                                      |                                      | Pkt.             | Msc.             |
| ----- | ---------------- | ------ | ---------------- | ------------------------------------ | ------------------------------------ | ------------------------------------ | ------------------------------------ | ------------------------------------ | ---------------- | ---------------- |
| 1950  | Walter Komossa   | DKW    | Walter Komossa   | 1                                    | -                                    | -                                    | 7                                    |                                      | 7                | 4                |
| 1950  | Walter Komossa   | BMW    | Walter Komossa   | -                                    | 6                                    | NU                                   | -                                    |                                      | 7                | 4                |
| 1950  | Adolf Glunz      | DKW    | Adolf Glunz      | 3                                    | 8                                    | 6                                    | NU                                   |                                      | 3                | 9                |
| 1950  | Günther Schlüter | DKW    | Günther Schlüter | 5                                    | 9                                    | 8                                    | NU                                   |                                      | 1                | 11               |
| 1950  | Hellmut Deutz    | DKW    | Hellmut Deutz    | -                                    | 4                                    | NU                                   | NU                                   |                                      | 4                | 7                |
| 1950  | Willy Rentrop    | DKW    | Willy Rentrop    | -                                    | 13                                   | 9                                    | 8                                    |                                      | 0                | NS               |
| 1950  | Erich Rode       | DKW    | Erich Rode       | -                                    | -                                    | NU                                   | -                                    |                                      | 0                | NS               |
| 1950  | Willy Arnolds    | DKW    | Willy Arnolds    | -                                    | 11                                   | 7                                    | -                                    |                                      | 2                | 10               |
| 1950  | Willy Arnolds    | BMW    | Willy Arnolds    | NU                                   | -                                    | -                                    | 4                                    |                                      | 2                | 10               |
| 1951  |                  |        |                  |                                      |                                      |                                      |                                      |                                      | Pkt.             | Msc.             |
| 1951  | Hellmut Deutz    | Norton | Paul Pope        | -                                    | -                                    | -                                    | -                                    | NU                                   | 0                | NS               |
| 1951  | Hellmut Deutz    | DKW    | Hellmut Deutz    | 8                                    | 8                                    | 2                                    | 7                                    | NU                                   | 7                | 5                |
| 1951  | Hellmut Deutz    | DKW    | Willy Rentrop    | NU                                   | NU                                   | 3                                    | 18                                   | NU                                   | 3                | 7                |
| 1951  | Karl Budde       | DKW    | Karl Budde       | 11                                   | NU                                   | -                                    | 24                                   | -                                    | 0                | NS               |
| 1951  | Adolf Glunz      | DKW    | Adolf Glunz      | NZ                                   | 16                                   | NU                                   | 14                                   | 12                                   | 0                | NS               |
| 1951  | Erich Rode       | DKW    | Erich Rode       | -                                    | -                                    | NU                                   | -                                    | -                                    | 0                | NS               |
| 1951  | Alfred Domaß     | DKW    | Alfred Domaß     | -                                    | -                                    | -                                    | -                                    | 17                                   | 0                | NS               |
| 1951  | Walter Komossa   | BMW    | Walter Komossa   | 7                                    | NU                                   | 1                                    | 4                                    | 5                                    | 20               | 1                |
| 1951  | Herbert Petz     | BMW    | Herbert Petz     | NZ                                   | -                                    | 4                                    | -                                    | 11                                   | 2                | 8                |
| 1952  |                  |        |                  |                                      |                                      |                                      |                                      |                                      | Pkt.             | Msc.             |
| 1952  | Oscar Frank      | Norton | Oscar Frank      | NU                                   | NU                                   | -                                    | -                                    |                                      | 2                | 9                |
| 1952  | Hellmut Deutz    | Norton | Hellmut Deutz    | -                                    | -                                    | 1                                    | 5                                    |                                      | 16               | 1                |
| 1952  | Hellmut Deutz    | DKW    | Hellmut Deutz    | NU                                   | 4                                    | -                                    | -                                    |                                      | 16               | 1                |
| 1952  | Hellmut Deutz    | DKW    | Paul Hoffmann    | -                                    | 13                                   | NU                                   | ?                                    |                                      | 0                | NS               |
| 1952  | Hellmut Deutz    | DKW    | Paul Pope        | -                                    | -                                    | -                                    | ?                                    |                                      | 0                | NS               |
| 1952  | Alfred Domaß     | DKW    | Alfred Domaß     | 9                                    | -                                    | 8                                    | ?                                    |                                      | 0                | NS               |
| 1952  | Oscar Frank      | DKW    | Oscar Frank      | -                                    | -                                    | 4                                    | -                                    |                                      | 2                | 9                |
| 1952  | Walter Komossa   | BMW    | Walter Komossa   | 1                                    | 12                                   | -                                    | -                                    |                                      | 7                | 4                |
| 1952  | Herbert Petz     | BMW    | Herbert Petz     | 6                                    | NU                                   | NU                                   | ?                                    |                                      | 1                | 10               |
| 1952  | Kurt Ahrens      | BMW    | Kurt Ahrens sr.  | -                                    | -                                    | NU                                   | -                                    |                                      | 0                | NS               |
| 1953  |                  |        |                  |                                      |                                      |                                      |                                      |                                      | Pkt.             | Msc.             |
| 1953  | Hellmut Deutz    | Norton | Hellmut Deutz    | 3                                    | NU                                   | ?                                    | 7                                    |                                      | 3                | 6                |
| 1953  | Herbert Petz     | BMW    | Herbert Petz     | NU                                   | -                                    | ?                                    | -                                    |                                      | 0                | NS               |
| 1953  | Willi Zimmermann | BMW    | Willy Lehmann    | -                                    | -                                    | -                                    | 5                                    |                                      | 0                | NS               |
| 1953  | Karl Jehle       | JAP    | Karl Jehle       | -                                    | -                                    | ?                                    | -                                    |                                      | 0                | NS               |

### Wschodnioniemiecka Formuła 3
W latach 1960–1963 mistrzostwa rozgrywano według przepisów Formuły Junior.
| Sezon | Zespół                 | Silnik   | Kierowcy         | Wyniki w poszczególnych eliminacjach | Wyniki w poszczególnych eliminacjach | Wyniki w poszczególnych eliminacjach | Wyniki w poszczególnych eliminacjach | Wyniki w poszczególnych eliminacjach | Wyniki w poszczególnych eliminacjach | Wyniki kierowców | Wyniki kierowców |
| 1950  |                        |          |                  |                                      |                                      |                                      |                                      |                                      |                                      | Pkt.             | Msc.             |
| ----- | ---------------------- | -------- | ---------------- | ------------------------------------ | ------------------------------------ | ------------------------------------ | ------------------------------------ | ------------------------------------ | ------------------------------------ | ---------------- | ---------------- |
| 1950  | Hellmut Deutz          | DKW      | Hellmut Deutz    | -                                    | -                                    | -                                    | 4                                    | -                                    |                                      | 0                | NS               |
| 1950  | Willy Rentrop          | DKW      | Willy Rentrop    | -                                    | -                                    | -                                    | 3                                    | -                                    |                                      | 0                | NS               |
| 1950  | Walter Komossa         | DKW      | Walter Komossa   | -                                    | -                                    | -                                    | NU                                   | -                                    |                                      | 0                | NS               |
| 1950  | Willy Arnolds          | BMW      | Willy Arnolds    | -                                    | -                                    | -                                    | 2                                    | -                                    |                                      | 0                | NS               |
| 1951  |                        |          |                  |                                      |                                      |                                      |                                      |                                      |                                      | Pkt.             | Msc.             |
| 1951  | Oscar Frank            | Norton   | Oscar Frank      | -                                    | -                                    | -                                    | ?                                    |                                      |                                      | 0                | NS               |
| 1951  | Walter Komossa         | BMW      | Walter Komossa   | -                                    | -                                    | -                                    | NU                                   |                                      |                                      | 0                | NS               |
| 1951  | Hellmut Deutz          | DKW      | Hellmut Deutz    | -                                    | -                                    | -                                    | 4                                    |                                      |                                      | 0                | NS               |
| 1952  |                        |          |                  |                                      |                                      |                                      |                                      |                                      |                                      | Pkt.             | Msc.             |
| 1952  | Hellmut Deutz          | DKW      | Hellmut Deutz    | NU                                   | 1                                    | -                                    | -                                    |                                      |                                      | 0                | NS               |
| 1952  | Hellmut Deutz          | DKW      | Willy Rentrop    | ?                                    | -                                    | -                                    | -                                    |                                      |                                      | 0                | NS               |
| 1952  | Alfred Domaß           | DKW      | Alfred Domaß     | -                                    | 5                                    | -                                    | -                                    |                                      |                                      | 0                | NS               |
| 1952  | Scuderia Rhenania      | DKW      | Frohn Wünschmann | -                                    | -                                    | -                                    | ?                                    |                                      |                                      | 0                | NS               |
| 1952  | Oscar Frank            | Norton   | Oscar Frank      | 2                                    | ?                                    | -                                    | -                                    |                                      |                                      | 0                | NS               |
| 1952  | Herbert Petz           | BMW      | Herbert Petz     | ?                                    | ?                                    | -                                    | -                                    |                                      |                                      | 0                | NS               |
| 1952  | Kurt Ahrens            | BMW      | Kurt Ahrens sr.  | -                                    | 3                                    | 2                                    | ?                                    |                                      |                                      | 0                | NS               |
| 1953  |                        |          |                  |                                      |                                      |                                      |                                      |                                      |                                      | Pkt.             | Msc.             |
| 1953  | Hellmut Deutz          | Norton   | Hellmut Deutz    | -                                    | 4                                    | -                                    | -                                    | ?                                    |                                      | 0                | NS               |
| 1953  | Karl Jehle             | JAP      | Karl Jehle       | -                                    | -                                    | -                                    | -                                    | ?                                    |                                      | 0                | NS               |
| 1953  | BSG Einheit Bitterfeld | BMW      | Willy Lehmann    | -                                    | -                                    | -                                    | -                                    | 2                                    |                                      | 24               | 1                |
| 1954  |                        |          |                  |                                      |                                      |                                      |                                      |                                      |                                      | Pkt.             | Msc.             |
| 1954  | BSG Einheit Bitterfeld | BMW      | Willy Lehmann    | NU                                   | 2                                    | 3                                    | 4                                    |                                      |                                      | 21               | 1                |
| 1954  | Karl Jehle             | JAP      | Karl Jehle       | -                                    | ?                                    | -                                    | -                                    |                                      |                                      | 0                | NS               |
| 1955  |                        |          |                  |                                      |                                      |                                      |                                      |                                      |                                      | Pkt.             | Msc.             |
| 1955  | BSG Einheit Halle      | BMW      | Willy Lehmann    | 1                                    | 2                                    | 3                                    | NU                                   |                                      |                                      | 22               | 1                |
| 1955  | Karl Jehle             | JAP      | Karl Jehle       | -                                    | -                                    | -                                    | NU                                   |                                      |                                      | 0                | NS               |
| 1956  |                        |          |                  |                                      |                                      |                                      |                                      |                                      |                                      | Pkt.             | Msc.             |
| 1956  | BSG Einheit Halle      | BMW      | Willy Lehmann    | 4                                    | 4                                    | 5                                    | 4                                    |                                      |                                      | 20,5             | 1                |
| 1957  |                        |          |                  |                                      |                                      |                                      |                                      |                                      |                                      | Pkt.             | Msc.             |
| 1957  | BSG Einheit Halle      | BMW      | Willy Lehmann    | 2                                    | 3                                    | 4                                    | 3                                    |                                      |                                      | 24               | 1                |
| 1958  |                        |          |                  |                                      |                                      |                                      |                                      |                                      |                                      | Pkt.             | Msc.             |
| 1958  | MC Bitterfeld          | BMW      | Willy Lehmann    | ?                                    | ?                                    | 5                                    | 4                                    | 6                                    | 7                                    | 16               | 2                |
| 1960  |                        |          |                  |                                      |                                      |                                      |                                      |                                      |                                      | Pkt.             | Msc.             |
| 1960  | MC Bitterfeld          | Wartburg | Willy Lehmann    | NU                                   | NU                                   | 1                                    | NU                                   | 2                                    | -                                    | 19               | 3                |
| 1960  | MC Halle               | Wartburg | Willy Lehmann    | -                                    | -                                    | -                                    | -                                    | -                                    | 1                                    | 19               | 3                |
| 1961  |                        |          |                  |                                      |                                      |                                      |                                      |                                      |                                      | Pkt.             | Msc.             |
| 1961  | MC Halle               | Wartburg | Willy Lehmann    | 1                                    | 1                                    | 1                                    | 2                                    | 1                                    | 1                                    | 34               | 1                |
| 1962  |                        |          |                  |                                      |                                      |                                      |                                      |                                      |                                      | Pkt.             | Msc.             |
| 1962  | MC Halle               | Wartburg | Gerhard Zschoche | -                                    | -                                    | ?                                    | ?                                    | 10                                   | ?                                    | 0                | NS               |